# Dixidae
I Dixidi (Dixidae Schiner, 1868) sono una famiglia cosmopolita di insetti dell'ordine dei Ditteri (Nematocera: Culicomorpha). Come tutti i Culicoidea, hanno l'aspetto di zanzare ma, a differenza di queste, le loro femmine non sono ematofaghe. Dagli anglosassoni sono comunemente denominati meniscus midges ("moscerini dei menischi") in riferimento all'habitat igropetrico delle larve.

## Descrizione
L'adulto ha un corpo esile e delicato, lungo 4-8 mm, con livrea poco appariscente di colore variabile dal giallo al bruno scuro.
Il capo è privo di ocelli e porta occhi ben separati in entrambi i sessi e antenne lunghe e sottili composte da 16 articoli, non piumose sia nei maschi sia nelle femmine, rivestite da brevi setole. L'apparato boccale è di tipo succhiante non perforante rudimentale e non funzionale.
Il torace è dorsalmente convesso, con carene longitudinali. Porta zampe lunghe e sottili ed ali strette e allungate, in fase di riposo ripiegate orizzontalmente sull'addome e reciprocamente sovrapposte. L'addome è stretto e allungato, più breve delle ali.
Le ali, apparentemente simili a quelle degli altri Culicoidea, differiscono marcatamente per la conformazione delle nervature radiali e delle cellule basali. Sono completamente trasparenti oppure con maculature scure in corrispondenza delle vene trasversali ed hanno la membrana non rivestita da squame o setole. La costa si estende lungo l'intero margine, la subcosta è strettamente ravvicinata alla costa e confluisce in essa in prossimità della metà del margine anteriore. La radio si suddivide, con tre distinte biforcazioni, in quattro rami (R1, R2, R3 e R4+5). Il ramo anteriore (R1) scorre parallelo e strettamente accostato alla costa seguendo la curvatura del margine costale nel terzo distale. Gli altri rami della radio (R2, R3 e R4+5) tendono a convergere in corrispondenza dell'apice dell'ala per via della marcata curvatura del tratto basale R2+3 prima della sua biforcazione. Questo carattere contraddistingue i Dixidi dagli altri Culicoidei, nei quali le ramificazioni della radio sono fondamentalmente diritte e parallele. Il settore radiale è abbastanza lungo e obliquo.

Schema della nervatura alare nei Dixidi. C: costa; Sc: subcosta; R: radio; M: media; Cu: cubito; A: anale; h: omerale; r-m: radio-mediale; m-cu: medio-cubitale.

La media si biforca in M1 e M2. La cubito si divide anch'essa in due rami, CuA1 e CuA2. Le nervature anali sono costituite da due vene, di cui la prima è completa e confluente sul margine dell'ala.
Le nervature trasversali della regione remigante si estendono secondo una linea che ha un percorso concavo verso la base dell'ala, delimitando due cellule basali che hanno approssimativamente la stessa estensione. La prima cellula basale, compresa fra i tratti basali della radio e della media, è chiusa all'estremità dal settore radiale, marcatamente obliquo, dal tratto basale di R4+5 breve e leggermente obliquo, e dalla radio-mediale (r-m), anch'essa breve e leggermente obliqua. La seconda cellula basale, compresa fra i tratti basali della media e della cubito, è chiusa all'estremità distale dalla medio-cubitale, breve e leggermente obliqua e dalla base di CuA1, anch'essa breve e obliqua.
La larva è cilindrica, apoda ed eucefala e porta un solo paio di stigmi, ubicati nell'addome (apparato metapneustico). Fra le appendici ricorrono due paia di pseudopodi ventrali, uncinati, nei primi due uriti e ciuffi radi di lunghe setole ai lati degli ultimi uriti e del secondo segmento toracico. L'ultimo urite porta due piccoli lobi appiattiti, frangiati di setole, e due brevi tubi respiratori. La caratteristica morfologica principale è la consueta posizione assunta del corpo, ripiegato a U.
La pupa ha la morfologia tipica dei Culicoidei, con capo e torace fusi in una struttura cefalotoracica e addome pendulo.

## Habitat e biologia
I Dixidi sono associati ad aree umide e ricche di vegetazione, con acque stagnanti ubicate in luoghi ombrosi. Gli adulti si rinvengono presso i siti natali, con maschi che si aggregano in sciami danzanti. Come in altri Culicomorfi, gli adulti non si nutrono ed hanno una vita piuttosto breve, di durata inferiore alla settimana .
Le larve, pur essendo acquatiche, hanno un habitat tipicamente igropetrico: la loro vita si svolge infatti nel sottile velo liquido che ricopre la vegetazione o i sassi che emergono dallo specchio d'acqua. Si nutrono di detriti organici e alghe, assunti filtrando l'acqua, e sono importanti indicatori biologici dello stato di degrado degli ecosistemi acquatici: le larve dei Dixidi, infatti, sono tra i primi organismi a scomparire dalle acque inquinate o eutrofizzate. L'impupamento ha luogo negli stessi siti, in genere sopra la superficie dell'acqua. Un aspetto caratteristico è la capacità delle pupe di muoversi nuotando.

## Sistematica
La famiglia comprende circa 400 specie ripartite fra sette generi. Una trentina di specie sono rappresentate in Europa e ripartite fra i generi cosmopoliti Dixa e Dixella. La classificazione si basa principalmente sulle larve, in quanto esemplari raccolti più comunemente rispetto agli adulti. Generi compresi nella famiglia:
- Asiodixa
- Dixa
- Dixella (syn. Paradixa)
- Dixina
- Meringodixa
- Neodixa
- Nothodixa

Anche in questa famiglia sono presenti forme fossili risalenti al Mesozoico o, più frequentemente, al Cenozoico; fra le specie estinte ricorrono anche due generi fossili, Eucorethrina e Syndixa.
In Italia sono presenti circa una quindicina di specie appartenenti ai generi Dixa e Dixella. Il catalogo di Fauna Italia cita anche la segnalazione, in Sardegna, della specie Palaeodixa frizzii, unica del genere Palaeodixa, il cui inquadramento tassonomico fu discusso da CONTINI nel 1965. Questa specie, riconducibile a Dixa puberula o una specie affine, sarebbe una forma ancestrale del genere Dixa e, pertanto, da classificarsi in un genere distinto. L'ipotesi di CONTINI non è tuttavia supportata da altre fonti e, in genere, la specie P. frizzii non è citata in letteratura salvo in alcune banche dati tassonomiche.